# Zárva a mennyország
A Zárva a mennyország a Romantikus Erőszak együttes 2003-as rock-albuma.

## Számok listája
1. Indulj El Egy Úton
2. Nekem
3. Zárva A Mennyország
4. Ezerkilencszázhúsz
5. 100% Magyar
6. Életfák, szellemek
7. Ameddig
8. A Kárpátok Dala
9. Büszke Botond
10. Kit Érdekel?
11. Fegyverbe!